# ایرنا آندرس

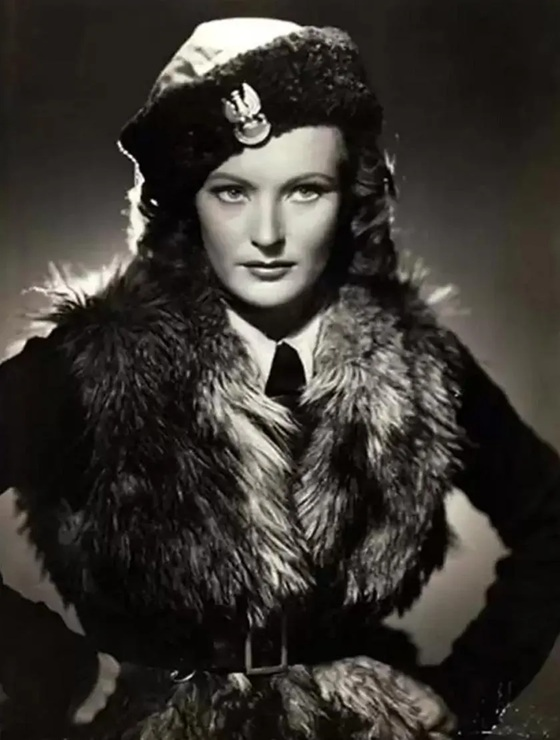
ایرنا آندرس در سال ۱۹۴۱ میلادی

ایرِنا رِناتا آندرس (لهستانی: Irena Renata Anders؛ ‏ ۱۲ مه ۱۹۲۰ - ۲۹ نوامبر ۲۰۱۰) بازیگر تئاتر و خواننده مشهور اهل لهستان بود.
وی دانش‌آموختهٔ کنسرواتوار لویو بود و در طول جنگ جهانی دوم، با گروه هنری هنریک وارس و بعدها با گروه موسیقی «پولسکا پارادا» همکاری داشت و نیروهای مسلح لهستان در غرب (به فرماندهی سپهبد ووادیسواو آندرس که بعدها همسرش شد) را سرگرم می‌ساخت. یکی از مشهورترین خوانندگان سرود جنگی «شقایق‌های سرخ مونته کاسینو» (لهستانی: Czerwone maki na Monte Cassino) است.